# Venus de Laussel
La Venus de Laussel o Venus de la banya és una de les obres bàsiques per a comprendre l'art paleolític. És una de les més conegudes Venus prehistòriques. Va ser descoberta l'any 1909 pel doctor Gaston Lalanne al gran abric de Laussel, que es troba a la localitat de Marquay, Dordonya francesa.

## Descripció
El seu descobridor ens descriu així a la dona de la banya: 
| « | "És una estatueta esculpida en un bloc de pedra calcària dura, representa una dona nua, que a la seva mà dreta sosté una banya de bisó. La figura mesura 46 cm d'alçada. El cap, tot i que en gran part separada del fons, no presenta indicis de rostre. Malgrat això, s'observa que va ser tallada de perfil ..... El coll és allargat i està clarament definit. Del pit brollen elegantment dues piques llargs i penjants, de forma oval. El ventre és una cosa pronunciat, però ben proporcionat i lleugerament caigut ... El braç dret cau amb naturalitat al costat del tronc, però l'avantbraç s'alça fins a l'altura de l'espatlla, on la mà sosté una banya de bisó. Tot el cos està polit, excepte el cap .... " | » |

A aquesta descripció cal afegir que la plaqueta de pedra tenia moltes restes d'ocre i que certs investigadors han cregut veure 13 clotets envoltant la silueta de la dona, i que podrien simbolitzar un any lunar o menstrual.

## Datació
No és possible datar amb seguretat l'estatueta, perquè les excavacions tan antigues no eren molt acurades amb l'estratigrafia. No obstant això, en l'estudi del jaciment de Laussel s'assenyalen nombrosos nivells arqueològics, dels quals els tres més profunds eren Mosterià, sobre ells havia un nivell Châtelperronià cobert per un nivell Aurinyacià que contenia nombrosos blocs amb decoració bastant toscs (plaquetes de pedra amb gravats de vulves, fal·lus, etc.).
D'altra banda, els famosos baixos relleus trobats a Laussel, entre els quals aquesta Venus, provenien de nivells del gravetià i solutrià antic, que ocupaven el sostre de la seqüència i anaven acompanyats d'indústria lítica i òssia (puntes d'osca fulles amb retoc invers ...).
A més d'aquesta Venus, al gran abric de Laussel es van trobar altres relleus que inclouen representacions de diversos animals i cinc amb figures humanes. Un representava a un home itifálic d'aspecte confús i fantasmal (molt semblant als gravats de Roc-de-Sers) i els altres quatre són dones, entre elles aquesta Venus de la banya i una altra que sembla el seu enantiomorfa (imatge especular), en pitjor estat. Aquest darrer relleu va ser venut il·legalment i va passar al Museu d'Etnologia de Berlín. Malauradament va resultar destruït arran dels bombardejos que va patir Berlin l'any 1945.
En síntesi, la cronologia de la «Dama de la Banya» està entre el final del Gravetià i la transició al Solutrià, és a dir, el que denominaríem «Inter-graveto-solutrià ». Aquesta datació és la mateixa que les venus prehistòriques de Kostienki, Willendorf o Lespugue.

## Interpretació
Segons Leroi-Gourhan estaríem davant dos símbols complementaris femenins, el bisó i les dones, l'home. Altres interpretacions més tradicionals, en canvi, relacionen a la «Dama de la Banya de Laussel» amb una deessa de la fertilitat, en la qual la banya representaria la cornucòpia de l'abundància, els forats de la menstruació simbolitzarien el cicle de la naturalesa, i la dona ofereix la seva ventre, els seus pits i la seva vulva com a generadors de vida, reforçat pel color ocre. Aquesta explicació és molt accessible al gran públic per la qual cosa és molt acceptada, però peca de presentista.

## Conservació
La Venus, juntament amb altres relleus i objectes trobats al jaciment de Laussel (inclosa una còpia del relleu perdut de Berlin) es troben actualment al Musée d'Aquitaine (Museu d'Aquitània) a Bordeus.
Convé assenyalar que aquests relleus van ser arrencats del seu context original de manera que ara es presenten com a objectes individuals tot i que en origen eren treballats directament sobre la roca de l'abric.